# Тупта, Любомир
Лю́бомир Ту́пта (словац. Ľubomír Tupta; род. 27 марта 1998, Прешов) — словацкий футболист, нападающий клуба «Слован» и сборной Словакии. Участник чемпионата Европы 2024.

## Клубная карьера
Тупта — воспитанник клубов «Слован» (Сабинов), «Татран» и итальянских «Катания» и «Эллас Верона». 23 декабря 2017 года в матче против «Удинезе» он дебютировал в итальянской Серии A в составе последнего. По итогам сезона клуб вылетел в итальянскую Серию B, но игрок остался в команде. 28 декабря 2018 года в поединке против «Читтаделлы» Любомир забил свой первый гол за «Эллас Верону».
В 2020 году Тупта был арендован краковской «Вислой». 23 февраля в матче против «Короны» он дебютировал в польской Экстраклассе. 29 февраля в поединке против плоцкой «Вислы» Любомир забил свой первый гол за «Вислу».
Летом 2020 года Тупта на правах аренды перешёл в «Асколи». 20 октября в матче против «Реджины» он дебютировал за новую команду. В начале 2021 года Любомир был арендован швейцарским «Сьоном». 13 февраля в матче против «Санкт-Галлена» он дебютировал в швейцарской Суперлиге. Летом 2021 года Тупта на правах аренды присоединился к либерецкому «Словану». 22 августа в матче против «Динамо» из Ческе-Будеёвице он дебютировал в Гамбринус лиге. 18 сентября в поединке против «Млада-Болеслав» Любомир забил свой первый гол за «Слован».
В 2022 году Тупта подписал контракт с клубом «Пескара». 4 сентября в матче против «Авеллино» он дебютировал за новый клуб. В начале 2023 года Любомир на правах аренды вернулся в «Слован», а после окончания аренды клуб выкупил трансфер игрока.

## Международная карьера
В 2023 году в отборочном матче чемпионата Европы 2024 против сборной Лихтенштейна Тупта дебютировал за сборную Словакии.